# 't Hofke (Eindhoven)
 't Hofke is een buurt in het stadsdeel Tongelre in de Nederlandse stad Eindhoven. De buurt ligt in het oosten van Eindhoven, in de wijk Oud-Tongelre. Op 1 januari 2023 telde de buurt 3.805 inwoners, verdeeld over 1.957 woningen, met een gemiddelde WOZ-waarde van € 300.000, op een oppervlakte van 1,5 km². 
De oude kern van het dorp Tongelre concentreerde zich rond de huidige wijk 't Hofke.
In de wijk ligt een gelijknamige straat, 't Hofke, die het oude centrum van Tongelre geheel omsluit.

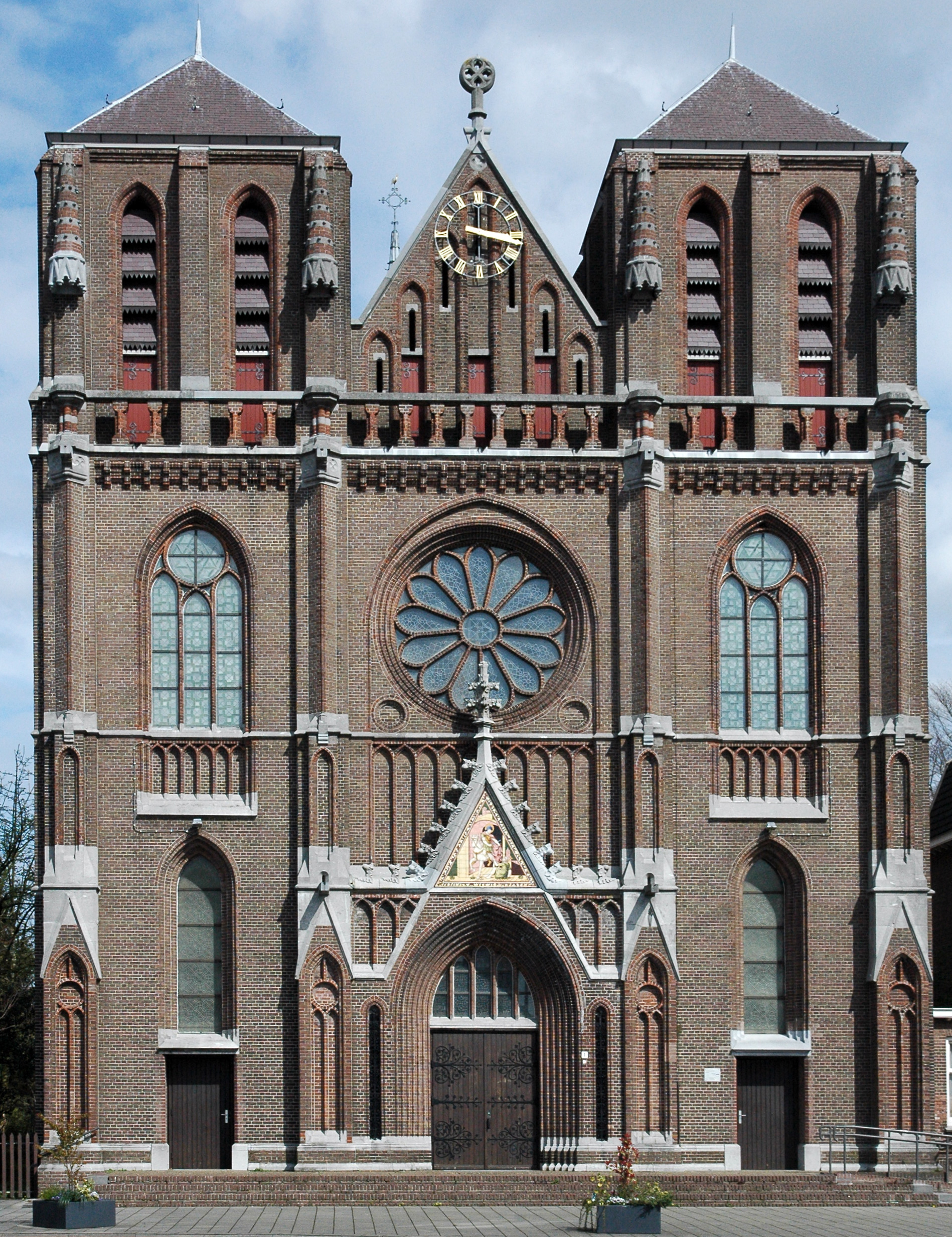
De Sint-Martinuskerk, rijksmonument, 't Hofke 1
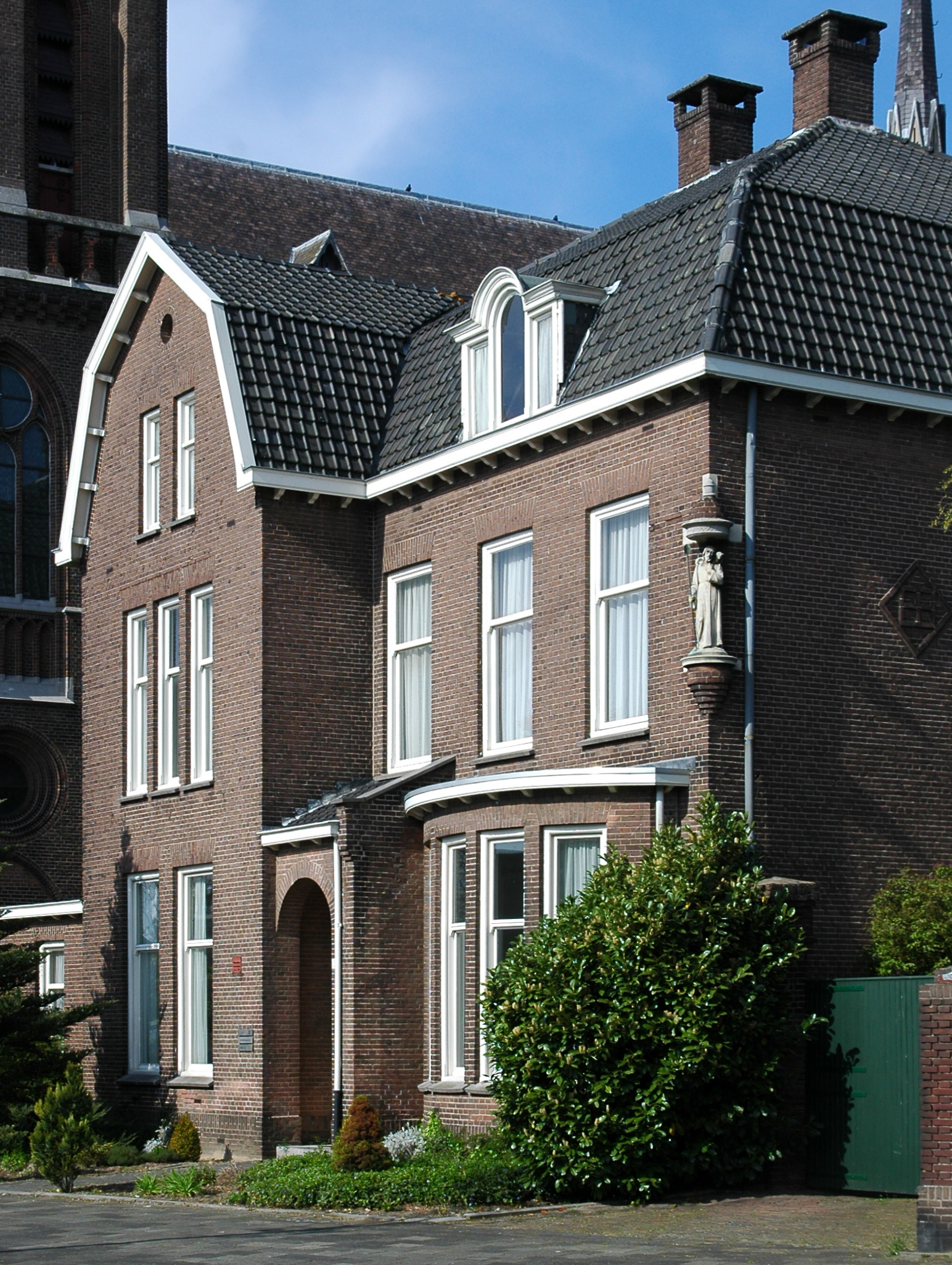
Pastorie (thans woonhuis), 't Hofke 3
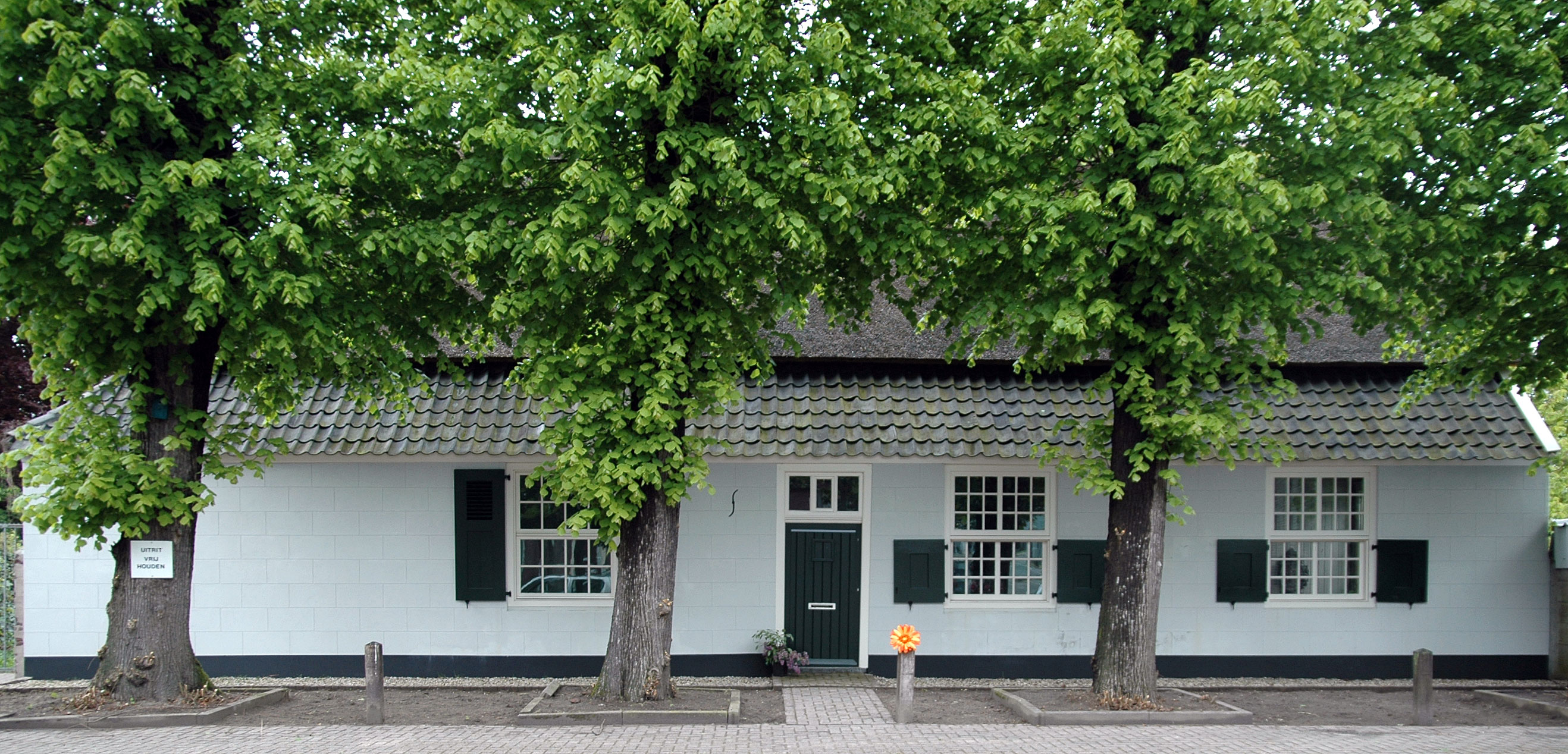
Boerderij, 't Hofke 13, rijksmonument
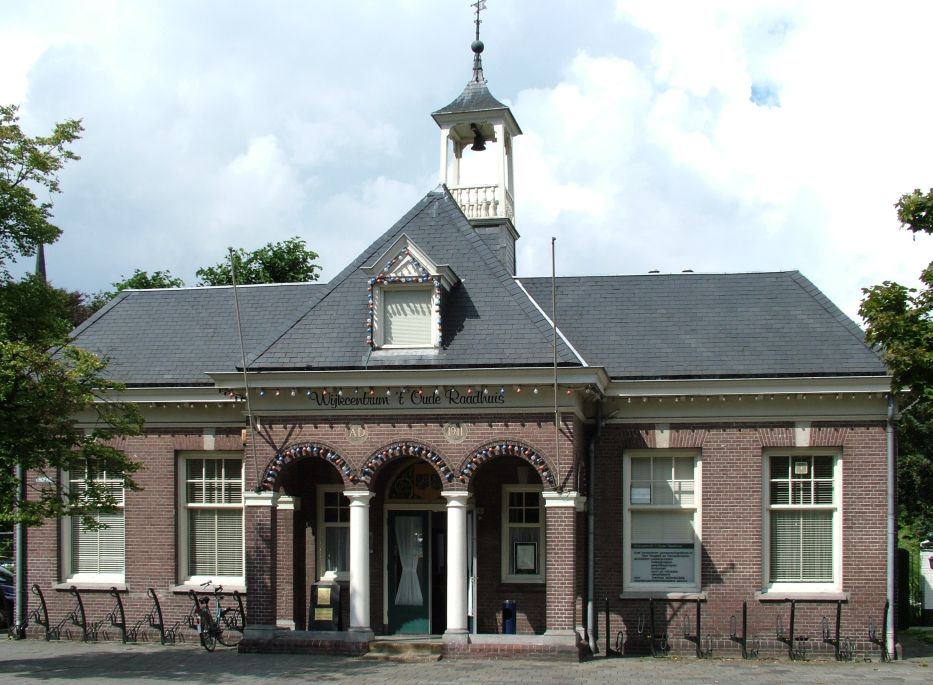
Wijkcentrum 't Oude Raadhuis, 't Hofke 15, rijksmonument
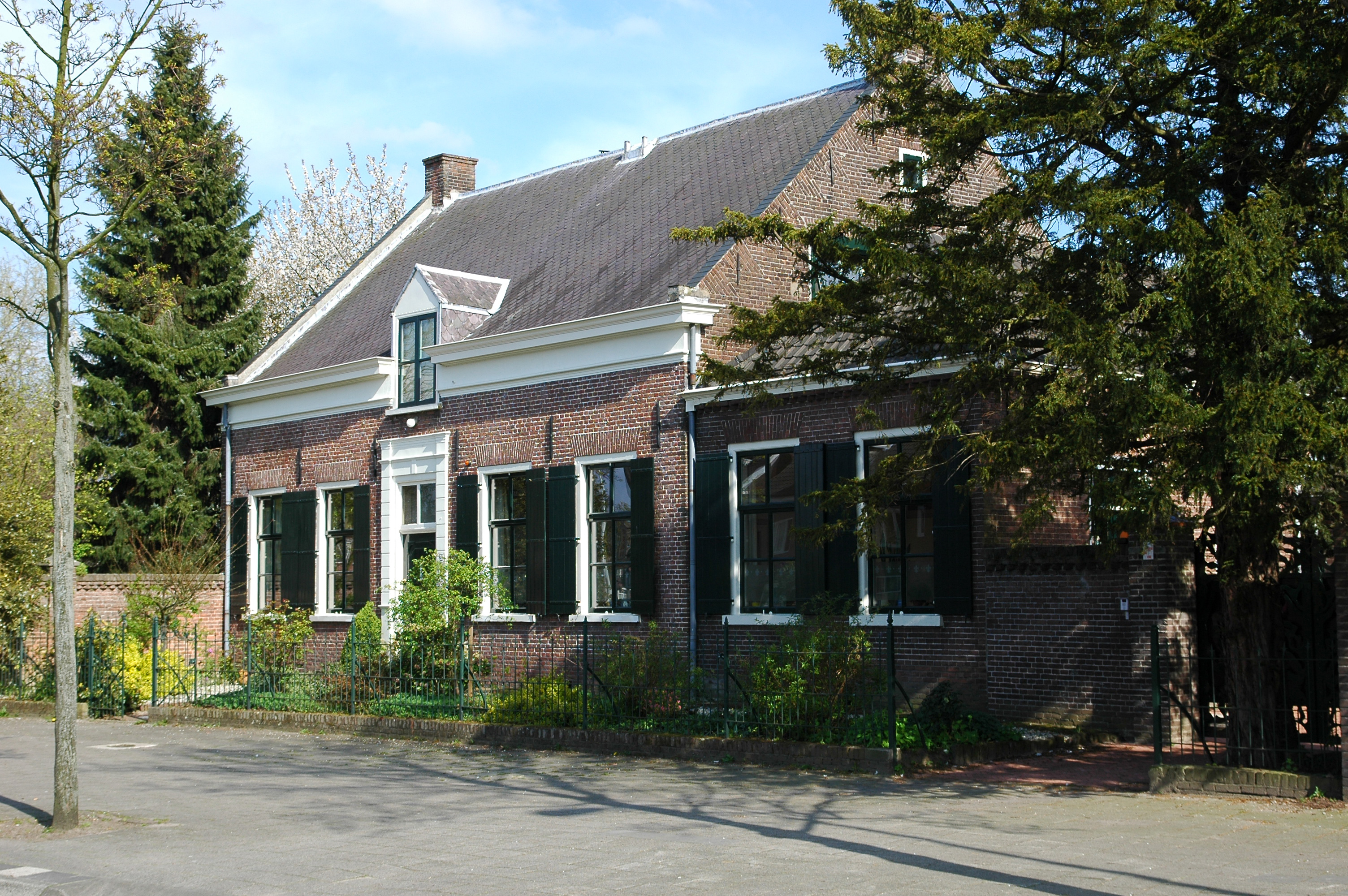
Oude pastorie (thans woonhuis), 't Hofke 22